# Nepharis alata
Nepharis alata is een keversoort uit de familie spitshalskevers (Silvanidae). De wetenschappelijke naam van de soort werd in 1869 gepubliceerd door Francis de Laporte de Castelnau.